# Качаев, Виталий Сергеевич
Виталий Сергеевич Качаев (5 ноября 1923, с. Подсосное, Назаровского района, Красноярского края — 13 июня 1983, Ташкент) — советский журналист, поэт и переводчик.

## Биография
Родился в Сибири. Окончил педагогическое училище.
Участник Великой Отечественной войны. Добровольцем ушел на фронт. Имеет боевые награды.
Учился на факультете журналистики Ташкентского государственного университета им. В. И. Ленина.
С 1948 работал журналистом. Совершил много поездок по Средней Азии и Казахстану, позже был заведующим отделом поэзии в журнале «Звезда Востока» .
В 1965—1967 гг. на общественных началах руководил литературным объединением «Сигнал» при Ташкентском клубе железнодорожников.
Умер в 1983 году, похоронен в Ташкенте на кладбище «Домрабад».

## Творчество
Широкую популярность В. Качаев получил после публикации своих стихов в газетах и журналах СССР: «Труд», «Комсомольская правда», «Учительская газета», «Огонёк», «Смена», «Нева», «Наш современник» и других.
Лирическая поэма В. Качаева «Зерноград» напечатана в ленинградском журнале «Звезда», а в журнале «Звезда Востока» — поэма «Майна», посвящённая героической судьбе первой узбекской женщины-разведчицы Майны Хасановой. В. Качаев опубликовал книги стихов «Зеленая тяга» (1960), «Как нарисовать птицу» (1968), «Явление любви: стихотворения и поэмы» (1979), «Устье» (1983) и др.
Перу В. Качаева принадлежат многие переводы стихов поэтов Востока.